# Raonament de sentit comú
En la intel·ligència artificial (IA), el raonament de sentit comú és una habilitat semblant a l'ésser humà per fer presumpcions sobre el tipus i l'essència de les situacions ordinàries amb què es troben els humans cada dia. Aquests supòsits inclouen judicis sobre la naturalesa dels objectes físics, les propietats taxonòmices i les intencions de les persones. Un dispositiu que mostri un raonament de sentit comú podria ser capaç d'extreure conclusions semblants a la psicologia popular dels humans (capacitat innata dels humans per raonar sobre el comportament i les intencions de les persones) i la física ingènua (la comprensió natural dels humans del món físic).

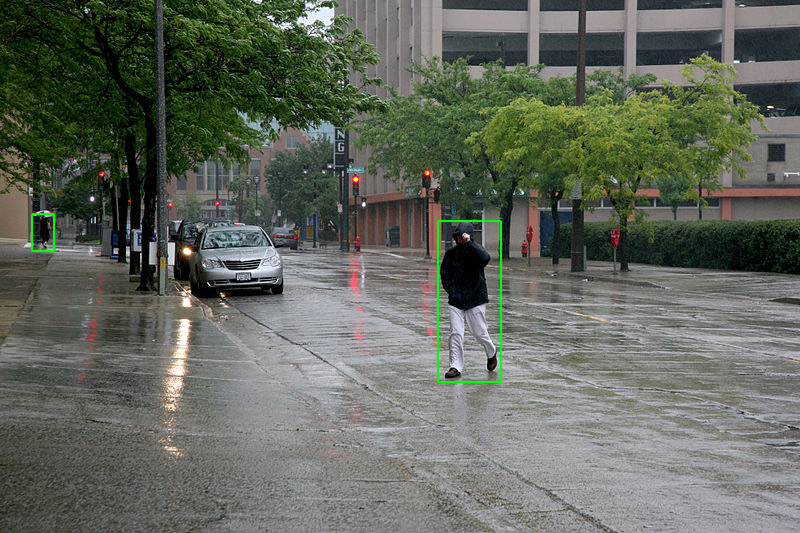
Un sistema de cotxe autònom pot utilitzar una xarxa neuronal per determinar quines parts de la imatge semblen coincidir amb les imatges d'entrenament anteriors de vianants i després modelar aquestes àrees com a prismes rectangulars de moviment lent però una mica impredictibles que s'han d'evitar.

## Definicions i caracteritzacions
Algunes definicions i caracteritzacions del sentit comú de diferents autors inclouen:
- "El coneixement del sentit comú inclou els fets bàsics sobre els esdeveniments (incloses les accions) i els seus efectes, fets sobre el coneixement i com s'obté, fets sobre creences i desitjos. També inclou els fets bàsics sobre objectes materials i les seves propietats."
- "El coneixement del sentit comú difereix del coneixement enciclopèdic en què tracta el coneixement general més que els detalls d'entitats específiques".[2]
- El coneixement en sentit comú és "el coneixement del món real que pot proporcionar una base perquè el coneixement addicional sigui recopilat i interpretat automàticament".
- El món del sentit comú consisteix en "temps, espai, interaccions físiques, persones, etc.
- El sentit comú és "tot el coneixement sobre el món que donem per fet però que poques vegades manifestem en veu alta".
- El sentit comú és "coneixement de fons àmpliament reutilitzable que no és específic d'una àrea temàtica en particular... coneixements que hauríeu de tenir".

El professor de la NYU Ernest Davis caracteritza el coneixement del sentit comú com "el que un nen típic de set anys sap sobre el món", incloent objectes físics, substàncies, plantes, animals i la societat humana. Normalment exclou l'aprenentatge de llibres, els coneixements especialitzats i el coneixement de les convencions; però de vegades inclou coneixements sobre aquests temes. Per exemple, saber jugar a cartes és un coneixement especialitzat, no un "coneixement de sentit comú"; però saber que la gent juga a cartes per diversió compta com a "coneixement de sentit comú".

## Problema de raonament en sentit comú
En comparació amb els humans, la IA existent no té diverses característiques del raonament del sentit comú humà; sobretot, els humans tenen mecanismes poderosos per raonar sobre la "física ingènua", com ara l'espai, el temps i les interaccions físiques. Això permet que fins i tot els nens petits puguin fer inferències fàcilment com "Si tiro aquest bolígraf d'una taula, caurà a terra". Els humans també disposen d'un potent mecanisme de "psicologia popular" que els ajuda a interpretar frases en llenguatge natural com "Els regidors van denegar el permís als manifestants perquè defensaven la violència". (Una IA genèrica té dificultats per discernir si els presumptes que defensen la violència són els regidors o els manifestants.) Aquesta manca de "coneixement comú" significa que la IA sovint comet errors diferents dels que cometen els humans, de maneres que poden semblar incomprensibles. Per exemple, els cotxes autònoms existents no poden raonar sobre la ubicació ni les intencions dels vianants de la manera exacta que ho fan els humans i, en canvi, han d'utilitzar modes de raonament no humans per evitar accidents.

## El sentit comú en tasques intel·ligents
El 1961, Bar Hillel va discutir per primera vegada la necessitat i la importància del coneixement pràctic per al processament del llenguatge natural en el context de la traducció automàtica. Algunes ambigüitats es resolen utilitzant regles senzilles i fàcils d'adquirir. Altres requereixen un ampli reconeixement del món que l'envolta, per tant requereixen més coneixements de sentit comú. Per exemple, quan s'utilitza una màquina per traduir un text, sorgeixen problemes d'ambigüitat, que es poden resoldre fàcilment aconseguint una comprensió concreta i veritable del context. Els traductors en línia sovint resolen ambigüitats utilitzant paraules anàlogues o similars. Per exemple, en traduir les frases "L'electricista està treballant" i "El telèfon està funcionant" a l'alemany, la màquina tradueix correctament "treballant" en els mitjans de "treballar" a la primera i com a "funcionant correctament" a la segona. un. La màquina ha vist i llegit al cos de textos que les paraules alemanyes per a "treballador" i "electricista" s'utilitzen amb freqüència en una combinació i es troben molt juntes. El mateix s'aplica per a "telèfon" i "funcionar correctament". Tanmateix, el proxy estadístic que funciona en casos senzills sovint falla en casos complexos. Els programes informàtics existents duen a terme tasques senzilles de llenguatge manipulant frases curtes o paraules separades, però no intenten una comprensió més profunda i se centren en resultats a curt termini.

## Èxits en el raonament automatitzat de sentit comú
Avenços significatius en el camp del raonament automatitzat de sentit comú s'aconsegueix en les àrees del raonament taxonòmic, raonament d'accions i canvi, raonament sobre el temps. Cadascuna d'aquestes esferes té una teoria ben reconeguda per a una àmplia gamma d'inferències de sentit comú.

## Reptes en l'automatització del raonament de sentit comú
A partir del 2014, hi ha alguns sistemes comercials que intenten fer que l'ús del raonament del sentit comú sigui significatiu. No obstant això, utilitzen la informació estadística com a indicador del coneixement del sentit comú, on no hi ha raonament. Els programes actuals manipulen paraules individuals, però no intenten ni ofereixen més comprensió. Segons Ernest Davis i Gary Marcus, cinc grans obstacles interfereixen amb la producció d'un "raonador de sentit comú" satisfactori.

## Enfocaments i tècniques
L'estudi de raonament de Commonsense es divideix en enfocaments basats en el coneixement i enfocaments que es basen en l'aprenentatge automàtic i utilitzant grans corpus de dades amb interaccions limitades entre aquests dos tipus d'enfocaments. També hi ha enfocaments de crowdsourcing, que intenten construir una base de coneixement vinculant el coneixement col·lectiu i l'aportació de persones no expertes. Els enfocaments basats en el coneixement es poden separar en enfocaments basats en la lògica matemàtica.